# Bahía Nordvik
La bahía Nordvik (en ruso:Бухта Hордвик; Bujta Nordvik) es un golfo en el mar de Láptev. Se encuentra al sudeste de la desembocadura del golfo de Játanga, entre dos pequeñas penínsulas. Limita al extremo norte con el cabo Paksa, al este con la península Nordvik, y al oeste se encuentra la bahía Anabar.
La bahía Nordvik tiene 39 km de ancho y tiene una forma semicircular. Es muy poco profundo, su profundidad media es de alrededor de 6 m. Está rodeada por tierras bajas; el clima en la zona es excepcionalmente difícil, con inviernos prolongados. La bahía está cubierta por el hielo la mayor parte del año
Durante la década de 1930 este sector experimentó un auge debido a los convoyes, primeros rompehielos que navegan la ruta del mar del Norte. En Tiksi y Mys Shmidta se habían construido aeropuertos y Nordvik era «una ciudad en crecimiento».